# Mittelmeeranrainerstaat

Anrainerstaaten des Mittelmeers

Zu den Mittelmeeranrainerstaaten zählen alle Staaten, die an das Mittelmeer angrenzen. Der Mittelmeerraum ist seit der Erschließung im Altertum Handelsplattform zwischen Südeuropa, Nordafrika und dem Nahen Osten.

## Anrainerstaaten
| - Albanien - Bosnien und Herzegowina - Frankreich - Gibraltar (Stadtstaat, britisches Überseegebiet) - Griechenland - Italien - Kroatien - Monaco - Montenegro - Slowenien - Spanien - Türkei | - Gazastreifen (Palästinensische Autonomiegebiete) - Israel - Libanon - Nordzypern (De-facto-Regime) - Syrien - Zypern | - Algerien - Ägypten - Libyen - Malta - Marokko - Tunesien |

## Euromediterrane Partnerschaft
Auf ihrer Außenministerkonferenz vom 27. bis 28. November 1995 in Barcelona hat die Europäische Union die Euro-mediterrane Partnerschaft ins Leben gerufen. Deren Ziel war es, die politische Stabilität und wirtschaftliche Entwicklung im Mittelmeerraum zu fördern. Die wirtschaftlichen Ziele sollte einerseits durch die Schaffung einer Freihandelszone im Mittelmeerraum (EU-MEFTA) sowie andererseits durch die Modernisierung der Volkswirtschaften in den Partnerländern mit Hilfe des MEDA-Programms erreicht werden.
Im Rahmen von MEDA wird hauptsächlich technische Hilfe, die durch nicht-rückzahlbare Zuschüsse finanziert wird, gewährt. Unterstützt wird die Wirtschaftsreform in den Partnerstaaten, Maßnahmen zur Restrukturierung der Verwaltung sowie Förderung des demokratischen Prozesses (Barcelona-Prozess, nach der Vertragsstadt) in diesen Ländern.
In erweiterter Form wurde dieses Konzept am 13. Juli 2008 in Paris auf die Union für das Mittelmeer übertragen.